# فابيو دي جيانانتونيو
فابيو دي جيانانتونيو (بالإيطالية: Fabio Di Giannantonio)‏ مواليد 10 أكتوبر 1998 في روما، هو متسابق دراجات نارية إيطالي. نافس في الجائزة الكبرى للدراجات النارية في فئة موتو 3 وبدأ فيها سنة 2015.

## النتائج

### سباق الجائزة الكبرى للدراجات النارية

#### حسب الموسم
| الموسم | الفئة  | الدراجة | السباق | الفوز | المنصة | الإنطلاق | أسرع لفة | النقاط | الترتيب |
| ------ | ------ | ------- | ------ | ----- | ------ | -------- | -------- | ------ | ------- |
| 2015   | موتو 3 | هوندا   | 1      | 0     | 0      | 0        | 0        | 0      | ن.غ.م   |
| 2016   | موتو 3 | هوندا   | 6      | 0     | 1      | 0        | 0        | 20*    | 19*     |
| إجمالي |        |         | 7      | 0     | 0      | 0        | 0        | 20     |         |

 * موسم مستمر.

#### السباقات حسب السنة
| السنة | الفئة  | الدراجة | 1      | 2            | 3             | 4            | 5        | 6         | 7        | 8      | 9       | 10       | 11     | 12       | 13         | 14    | 15      | 16       | 17       | 18        | مركز. | نقاط |
| ----- | ------ | ------- | ------ | ------------ | ------------- | ------------ | -------- | --------- | -------- | ------ | ------- | -------- | ------ | -------- | ---------- | ----- | ------- | -------- | -------- | --------- | ----- | ---- |
| 2015  | موتو 3 | هوندا   | قطر    | الأمريكتان   | الأرجنتين     | إسبانيا      | فرنسا    | إيطاليا   | كتالونيا | هولندا | ألمانيا | إنديانا  | تشيك   | بريطانيا | سان مارينو | أرغون | اليابان | أستراليا | ماليزيا  | بلنسية 23 | ن.غ.م | 0    |
| 2016  | موتو 3 | هوندا   | قطر 26 | الأرجنتين 25 | الأمريكتان 17 | إسبانيا ل.ين | فرنسا 17 | إيطاليا 2 | كتالونيا | هولندا | ألمانيا | بريطانيا | النمسا | تشيك     | سان مارينو | أرغون | ماليزيا | اليابان  | أستراليا | بلنسية    | 19*   | 20*  |

 * موسم مستمر.

## روابط خارجية
- فابيو دي جيانانتونيو على موقع MotoGP.com (الإنجليزية)
- فابيو دي جيانانتونيو على موقع CONI honoured athlete website (الإيطالية)
- فابيو دي جيانانتونيو على موقع AS.com (الإسبانية)